# Бирча-Маре
Бирча-Маре (рум. Bârcea Mare) — село у повіті Хунедоара в Румунії. Адміністративно підпорядковане місту Сімерія.
Село розташоване на відстані 290 км на північний захід від Бухареста, 6 км на південний схід від Деви, 116 км на південний захід від Клуж-Напоки, 134 км на схід від Тімішоари.

## Населення
За даними перепису населення 2002 року у селі проживали 413 осіб. Рідною мовою 407 осіб (98,5%) назвали румунську.
Національний склад населення села:
| Національність | Кількість осіб | Відсоток |
| -------------- | -------------- | -------- |
| румуни         | 388            | 93,9%    |
| цигани         | 12             | 2,9%     |
| німці          | 7              | 1,7%     |
| угорці         | 5              | 1,2%     |